# Appius Claudius Caudex
Appius Claudius Caudex war ein Mitglied der römischen Patrizierfamilie der Claudier. Er war der Enkel des Appius Claudius Caecus und Konsul im Jahr 264 v. Chr.
Er zog die Republik zur Frage des Besitzes von Sizilien in den Konflikt mit Karthago hinein. Im Jahr 265 v. Chr. hatte Hieron II. von Syrakus Messina angegriffen, um die Stadt den Mamertinern abzunehmen, Söldnern aus Kampanien, die sie einige Jahre zuvor erobert hatten. Die Mamertiner verbündeten sich daraufhin mit einer in der Nähe liegenden karthagischen Flotte und gemeinsam wehrten sie die Syrakusaner ab. Als die Karthager die Stadt nach diesem Erfolg jedoch nicht wieder verließen, wandten sich die Mamertiner im Jahr 264 v. Chr. an Rom.
Einige Senatoren waren nicht bereit, ihnen zu helfen, aber Appius Claudius überzeugte die Bürger, sie zu unterstützen. Er führte eine Armee nach Messina, und da die Mamertiner die Karthager überredet hatten, sich zurückzuziehen, traf er vor der Stadt nur auf wenig Widerstand. Die Mamertiner übergaben sie Appius Claudius, die Römer zogen ein, sahen sich dann aber belagert, als die Karthager zurückkehrten und ihre Blockade wieder aufnahmen. Als dann auch die Syrakusaner sich ebenfalls außerhalb der Stadt einfanden, sandte Appius Claudius Botschafter in beide Lager, wurde aber abgewiesen. Daraufhin führte er seine Truppen aus der Stadt hinaus, schlug Syrakus in einer Schlacht, was Hieron dazu veranlasste, sich zurückzuziehen, so wie am nächsten Tag auch die Karthager.
Diese Auseinandersetzung wurde einer der unmittelbaren Anlässe für den Ersten Punischen Krieg.